# Un folle trasloco
Un folle trasloco (Moving) è un film del 1988 diretto da Alan Metter con protagonista Richard Pryor.
Pryor interpreta il ruolo di Arlo Pear, un padre di famiglia costretto a traslocare con tutta la famiglia per motivi di lavoro.
Altri attori coinvolti nel film includono Randy Quaid nei panni di uno scocciante vicino di casa, Dana Carvey, Rodney Dangerfield, il musicista Morris Day, e il wrestler King Kong Bundy nel ruolo di un mostruoso facchino. La pellicola vide anche il debutto sugli schermi di Stacey Dash, nel ruolo della figlia di Arlo.

## Trama
Arlo Pear è un ingegnere dei trasporti che vive nel New Jersey. Dopo essere stato licenziato, Arlo riceve un'interessante e promettente offerta di lavoro da parte di una ditta di trasporti che però ha sede a Boise, nello stato dell'Idaho, fatto che costringe al trasloco Arlo e la sua famiglia, composta dalla moglie Monica, dalla figlia Casey e dai due figli gemelli Randy e Marshall. Dopo una certa resistenza, soprattutto da parte di Casey, finalmente la famiglia decide di trasferirsi. Qui cominciano i guai: gli ex proprietari della casa in cui intendono trasferirsi portano via con sé tutte le porte e parte del rivestimento esterno, la ditta incaricata del trasloco si appoggia a degli operai che definire delinquenti è poco, infine Brad Williams, l'uomo incaricato di guidare fino alla nuova casa la fiammante Saab 900 di Arlo, si rivela essere un malato di mente, affetto da disturbo dissociativo dell'identità. Come se non bastasse, non appena entrato nella nuova ditta Arlo viene coinvolto in uno scandalo, che gli fa rischiare il suo nuovo posto di lavoro. Arlo sembra giunto al capolinea, ma improvvisamente trova in se stesso una forza inaspettata e comincia a reagire.

### Curiosità
I due figli gemelli di Arlo, Randy e Marshall, indossano sovente cappellini da ciclista con i loghi della squadra professionistica italiana Del Tongo-MG Boys Maglificio e della ditta Campagnolo, produttrice di componenti per biciclette, in particolare gruppi cambio.